# TMEM49
TMEM49‏ (Vacuole membrane protein 1) هوَ بروتين يُشَفر بواسطة جين TMEM49 في الإنسان.